# مارغريت سيبيلا براون
مارغريت سيبيلا براون (2 مارس 1866م – 16 نوفمبر 1961م) عالمة كندية في مجال النباتات الطحلبيّة ومتخصصة في النباتات الحزازية والكبديّة الموجودة في مقاطعة نوفا سكوشا. ركّزت عملها في تجميع العيّنات من منطقة جزيرة كيب بريتون، ولكنّها جمعت عيّنات أيضًا من ترنيداد، وبورتوريكو، وإسبانيا، وفرنسا، وجامايكا. يستخدم الاختصار "M.S.Br." للإشارة إليها كمؤلفة عند الاستشهاد.

## حياتها وعائلتها

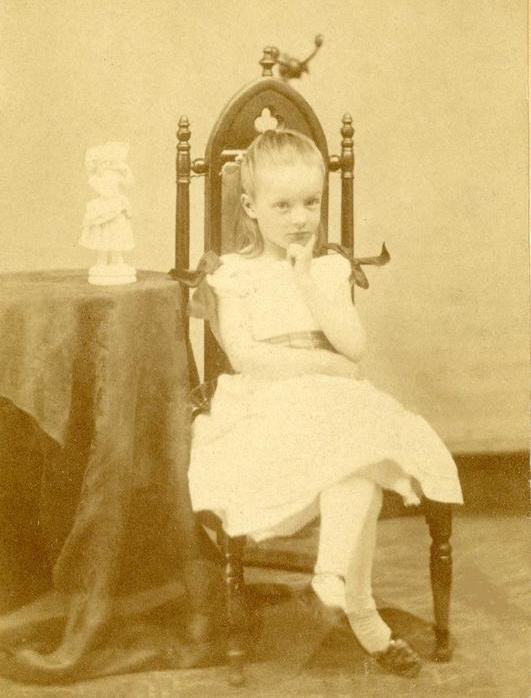
ماغريت سيبيلا براون بعمر 7 سنوات

والدا مارغريت سيبيلا براون هما ريتشارد هنري براون (1837 – 1920) وباربرا دافيسون (1842 – 1898)، كما أنها تملك أختًا توأمًا اسمها إليزابيث برفس، وثلاثة إخوة آخرين هم آني، وريتشارد شارليس، وليليان سيوارد. عاشت العائلة في سدني ماينز، نوفا سكوشا. لمارغريت سيبيلا عمّة تحمل نفس اسمها «مارغريت سيبيلا بروان» (1836 -1854)، وهي على صلة قرابة غير وثيقة مع الممرضة الكندية سيبيلا آني بارينجتون من جهةّ عمّها. يعود الاسم سيبيلا أو سيبيل في عائلة بروان إلى إيزابيلا فرينتش (التي ولدت عام 1731 أو 1732)، وهي زوجة جون بارينغتون.

## التعليم
ارتادت براون المدرسة الإنجليكانية للفتيات في هاليفاكس، وحصلت على البكالوريوس من كلية كينجز، كما أنها ارتادت المعهد الإنجلو-ألماني في شتوتغارت، ألمانيا لتنهي دراستها. وبعد أن عادت إلى نوفا سكوشا عام 1885م، ارتادت كلية نوفا سكوشا للفنون والتصميم.

## عضويتها في الجمعيات والمجالس
كانت مرغريت عضوًا في نادي تبادل الطحالب الحزازية (والذي عُرف لاحقًا بالجمعية البريطانيّة للطحالب)، وجمعية الطحالب الحزازية في سوليفانت (والتي عرفت لاحقًا بالجمعيّة الأمريكية للأشنات والحزازيّات). وكانت رئيسةً لجمعيّة أزهار هاليفاكس، وعضوًا في معهد علوم نوفا سكوشا، وكانت أكبر عضو على قيد الحياة قبل أن ترحل بعمر 95 عامًا.
عملت براون في مجلس إدارة مدرسة فيكتوريا للفنون والتصميم (والمعروف اليوم بجامعة كلية نوفا سكوشا للفنون والتصميم)، وكانت عضوًا في هيئتها التعليميّة. خلال الحرب العالميّة الأولى، منحت بشكل فخريّ منصب السكرتاريا لفرع هاليفاكس في الصليب الأحمر الكنديّ.

## الجوائز
عرضت جامعة أكاديا على براون شهادة دكتوراه فخريّة، ولكنّها رفضتها وقبلت بشهادة ماجستير فخريّة بدلاً منها وحصلت عليها في 16 مايو عام 1950م وهي بعمر 84 عامًا.
في عام 1934م، حصلت على شهادة الدبلوم الفخريّة من مدرسة فيكتوريا للفنون والتصميم، وتم تنصيبها في قاعة مشاهير نوفا سكوشا العلمية عام 2010.

## مجموعاتها
تضمّ معشبة آي سي سميث في جامعة أكاديا مجموعاتها المكوّنة من 1779 طحلبًا، و858 من النباتات الكبديّة، و53 من الأشنيات. ويوجد عدد من العينات التي قامت بجمعها في مجموعات المتحف البريطاني، وحديقة نيويورك النباتية، وجامعة دالهاوسي، ومتحف نيو برونزويك، ومتحف نوفا سكوشا للتاريخ الطبيعي، وحديقة جامعة ألبرتا النباتية.